# Adiel Paananen
Adiel Arthur Paananen (ur. 3 stycznia 1897 w Saarijärvi, zm. 25 lipca 1968 tamże) – fiński biegacz narciarski, brązowy medalista mistrzostw świata.

## Kariera
Uczestniczył w zawodach w latach 20. i 30. XX wieku. Igrzyska olimpijskie w Sankt Moritz w 1928 roku były pierwszymi i zarazem ostatnimi w jego karierze. Wystartował tylko w biegu na 50 km techniką klasyczną, nie zdołał go jednak ukończyć.
W 1930 roku wystartował na mistrzostwach świata w Oslo zdobywając brązowy medal w biegu na 50 km stylem klasycznym. W biegu tym wyprzedzili go jedynie: zwycięzca Sven Utterström ze Szwecji oraz drugi na mecie Arne Rustadstuen z Norwegii. Na tych samych mistrzostwach zajął także 13. miejsce w biegu na 18 km.

## Osiągnięcia

### Igrzyska olimpijskie
| Miejsce | Dzień     | Rok  | Miejscowość  | Konkurencja             | Wynik   | Strata | Zwycięzca        |
| ------- | --------- | ---- | ------------ | ----------------------- | ------- | ------ | ---------------- |
| DNF     | 14 lutego | 1928 | Sankt Moritz | 50 km stylem klasycznym | 4:52:03 | -      | Per-Erik Hedlund |

### Mistrzostwa świata
| Miejsce | Dzień     | Rok  | Miejscowość | Konkurencja             | Czas biegu | Strata | Zwycięzca        |
| ------- | --------- | ---- | ----------- | ----------------------- | ---------- | ------ | ---------------- |
| 13.     | 28 lutego | 1930 | Oslo        | 17 km stylem klasycznym | 1:19:58    | +3:29  | Arne Rustadstuen |
| 3.      | 1 marca   | 1930 | Oslo        | 50 km stylem klasycznym | 3:53:14    | +4:32  | Sven Utterström  |